# Mercedes-Benz CLS-Клас
Mercedes-Benz CLS-Клас створений в 2004 році фірмою Mercedes-Benz на платформі Mercedes-Benz W211 і являє собою новий клас автомобілів в якому співставлені елементи седана і купе, й тому має назву чотирьохдверне купе.

## Перше покоління (2004—2010)
Mercedes-Benz C219 — чотирьохдверне купе, перше покоління CLS-класу, випускається на заводах в Зіндельфінгені в Німеччині. Автомобіль побудований на базі W211 E-клас. Спочатку CLS постав публіці у вигляді концепту Mercedes-Benz Vision CLS, представленого на автосалоні у Франкфурті в 2003 році. А вже з осені 2004 року машина випускається серійно. В 2004 році почав виготовлятися CLS 55 AMG. В 2005 році почав випускатися Mercedes-Benz CLS 350, а в 2006 — CLS 63 AMG. 27 липня 2010 року з конвеєра зійшов останній автомобіль першого покоління.

### Фотогалерея

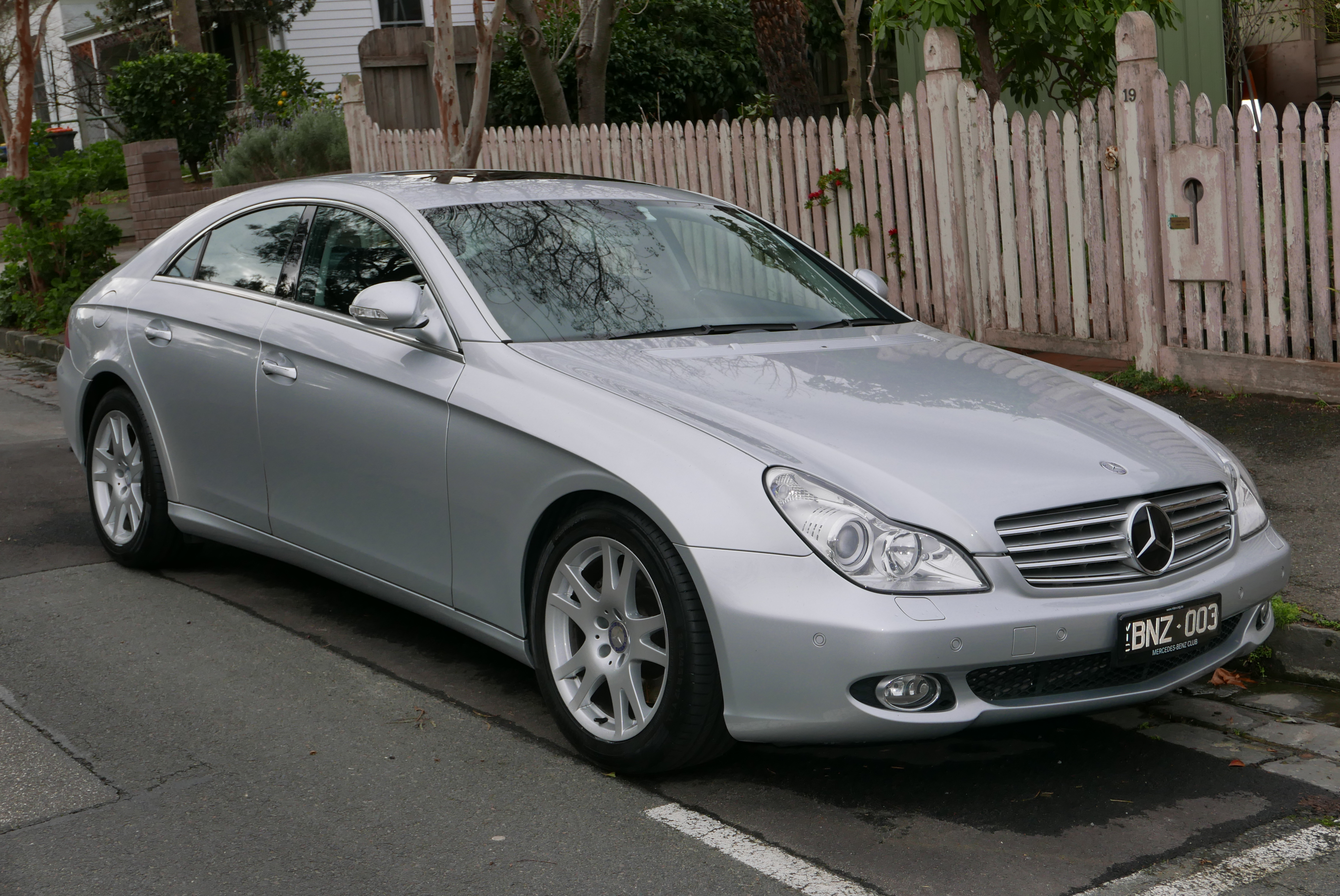
Mercedes-Benz CLS 350 (C 219)
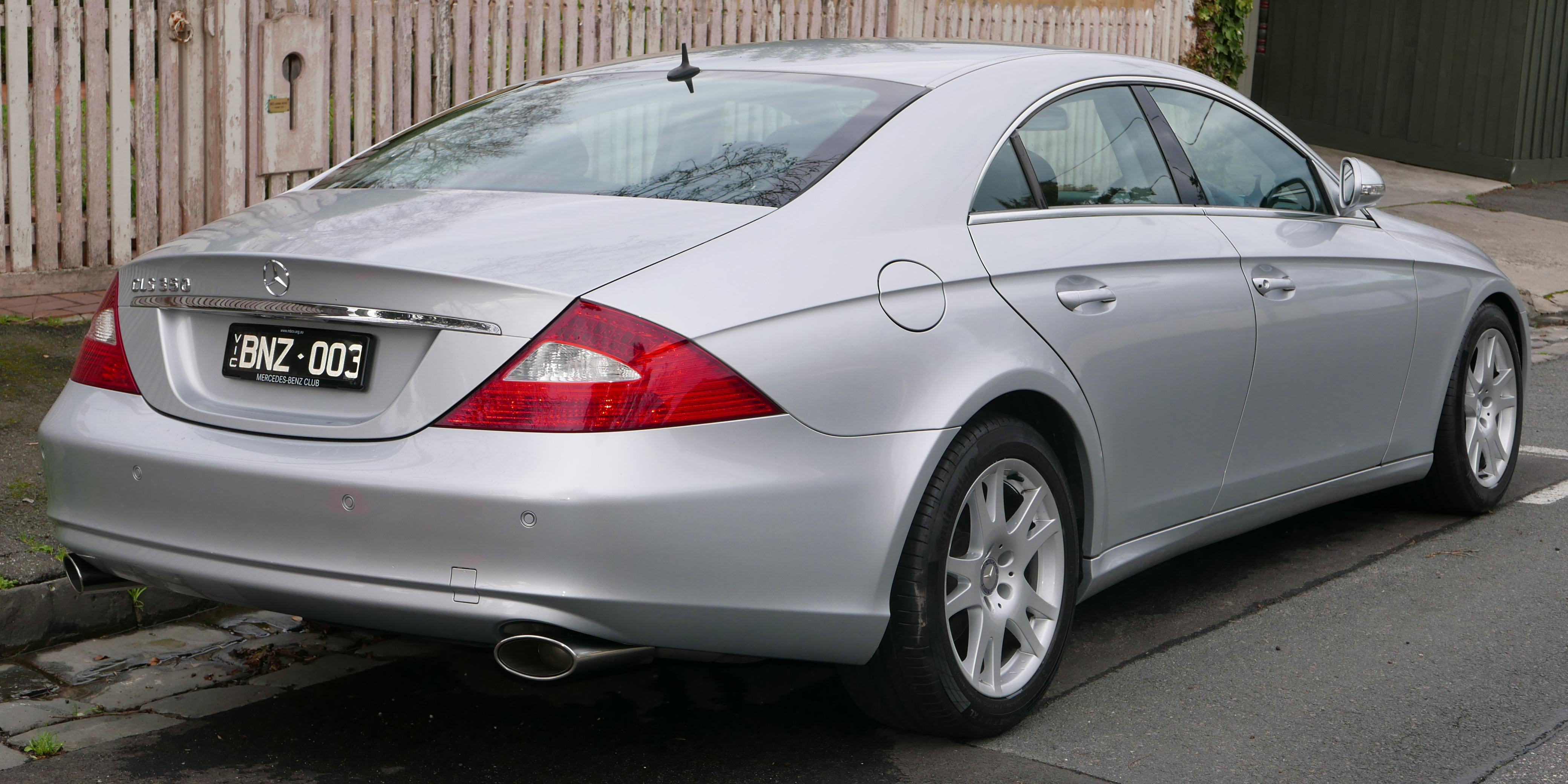
Mercedes-Benz CLS 350 (C 219)
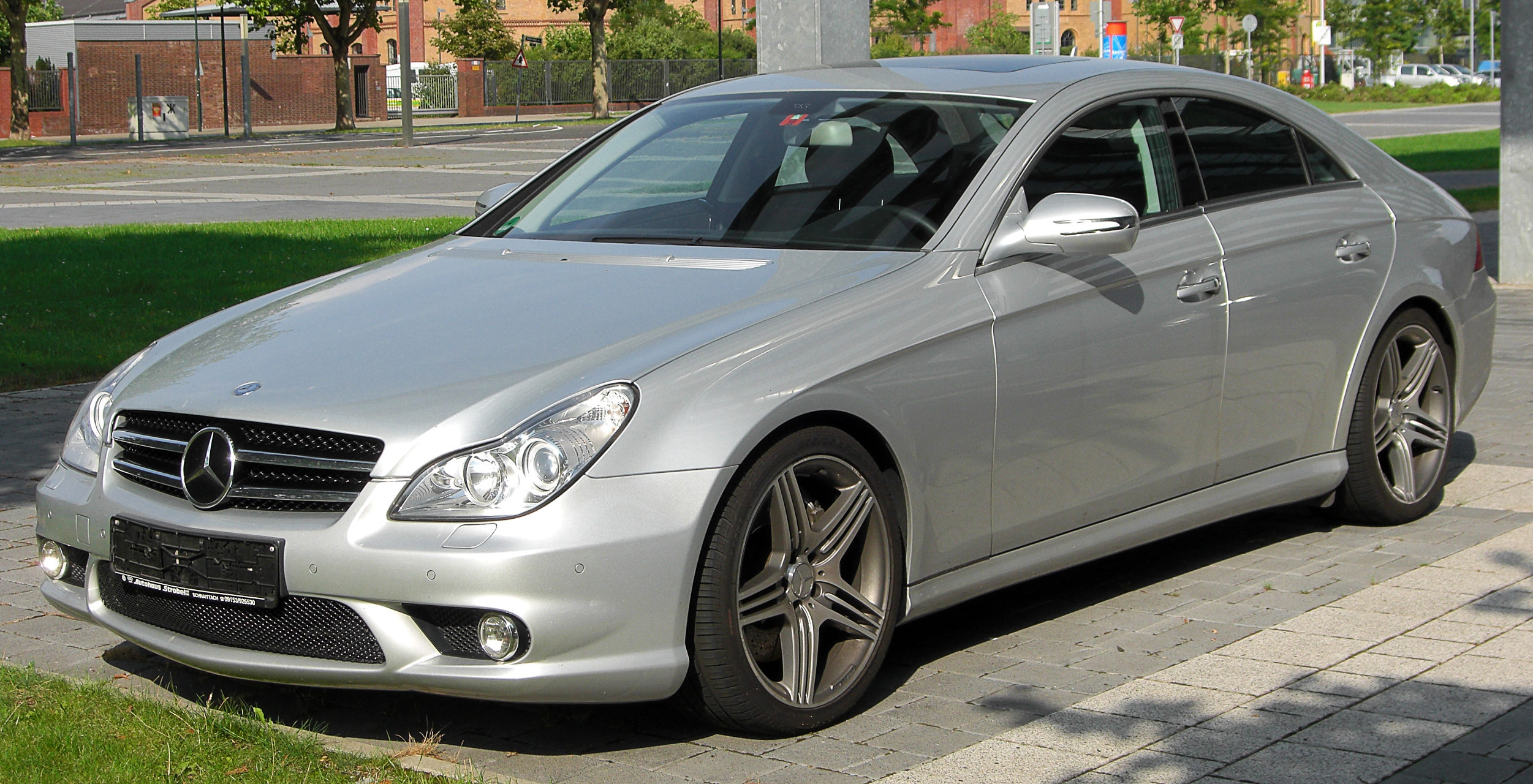
Mercedes-Benz CLS-Class 2007 5.5 AMG (спереду)
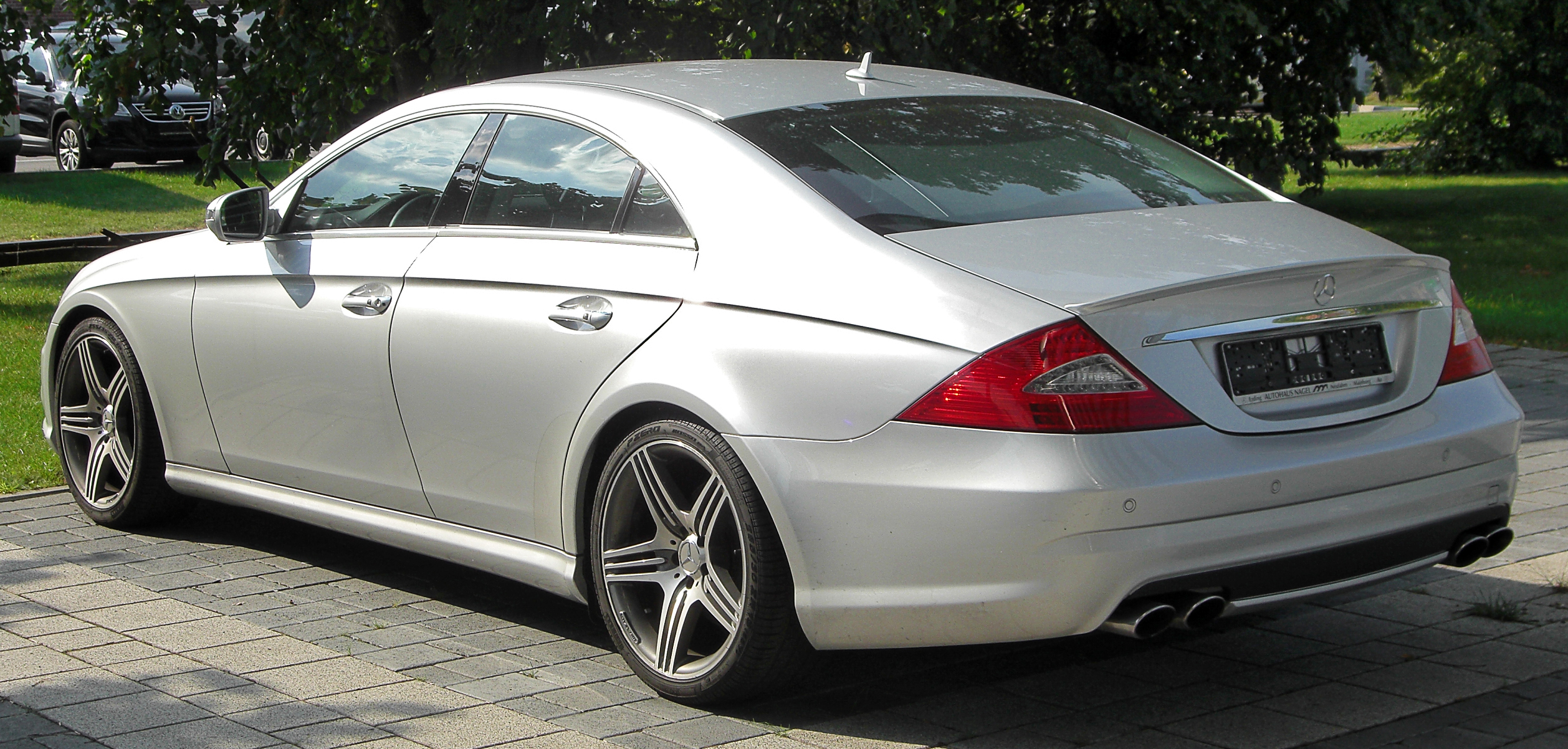
Mercedes-Benz CLS-Class 2007 5.5 AMG (позаду)

## Друге покоління (2010—2018)
Mercedes-Benz C218 — чотирьохдверне купе, друге покоління CLS-класу. Автомобіль побудований на базі W212 E-класу. Світова прем'єра автомобіля відбулася на Паризькому автосалоні 2010 року. Автомобіль продається з 29 січня 2011 року. Серед моделей цього покоління також є CLS 320, CLS 500.
На автосалоні в Парижі в вересні 2012 року представлена версія універсал Mercedes-Benz CLS Shooting Break (заводський індекс X218). Серед моделей був представлений CLS 250 CDI.
На даний момент CLS-Class має досить багато конкурентів, включаючи BMW 6 Серії CLS 400, Audi A7 Sportback і навіть Volkswagen CC. Останні версії спортивних моделей CLS класу мають більш простий дизайн, в порівнянні зі своїми попередниками. Для купе доступні як бензинові, так і дизельні силові агрегати, а також фірмовий повний привід як опція. Всі моделі ЦЛС Класу діляться на три групи за рівнем оснащення: AMG з дизельними двигунами, AMG CLS 400 з бензиновим двигуном і найбільш дорогий CLS 63 AMG. Для седанів також доступні дорогі опціональні пакети Premium і Premium Plus.
У базовій комплектації всі моделі оснащуються: шкіряним інтер'єром, супутниковою навігацією, цифровим радіо DAB, 19-дюймовими литими дисками, світлодіодними передніми і задніми ліхтарями, Bluetooth, обшивкою керма шкірою Napa, передніми сидіннями з підігрівом, асистентом при парковці, сенсорними двірниками, двозонним клімат-контролем, інформаційно-розважальною системою COMAND і 8-дюймовим сенсорним екраном.
Бензиновий CLS 400 в базовій комплектації оснащується абсолютно по-іншому: 19-дюймовими литими дисками з альтернативним дизайном, приводним скляним дахом, AMG спойлером, аудіосистемою об'ємного звучання Harman Kardon і камерою заднього виду.
Системи безпеки автомобілів CLS класу представлені: подушками безпеки, антиблокувальною системою гальм, активними підголівниками, системою екстреного гальмування і системою контролю тягового зусилля.

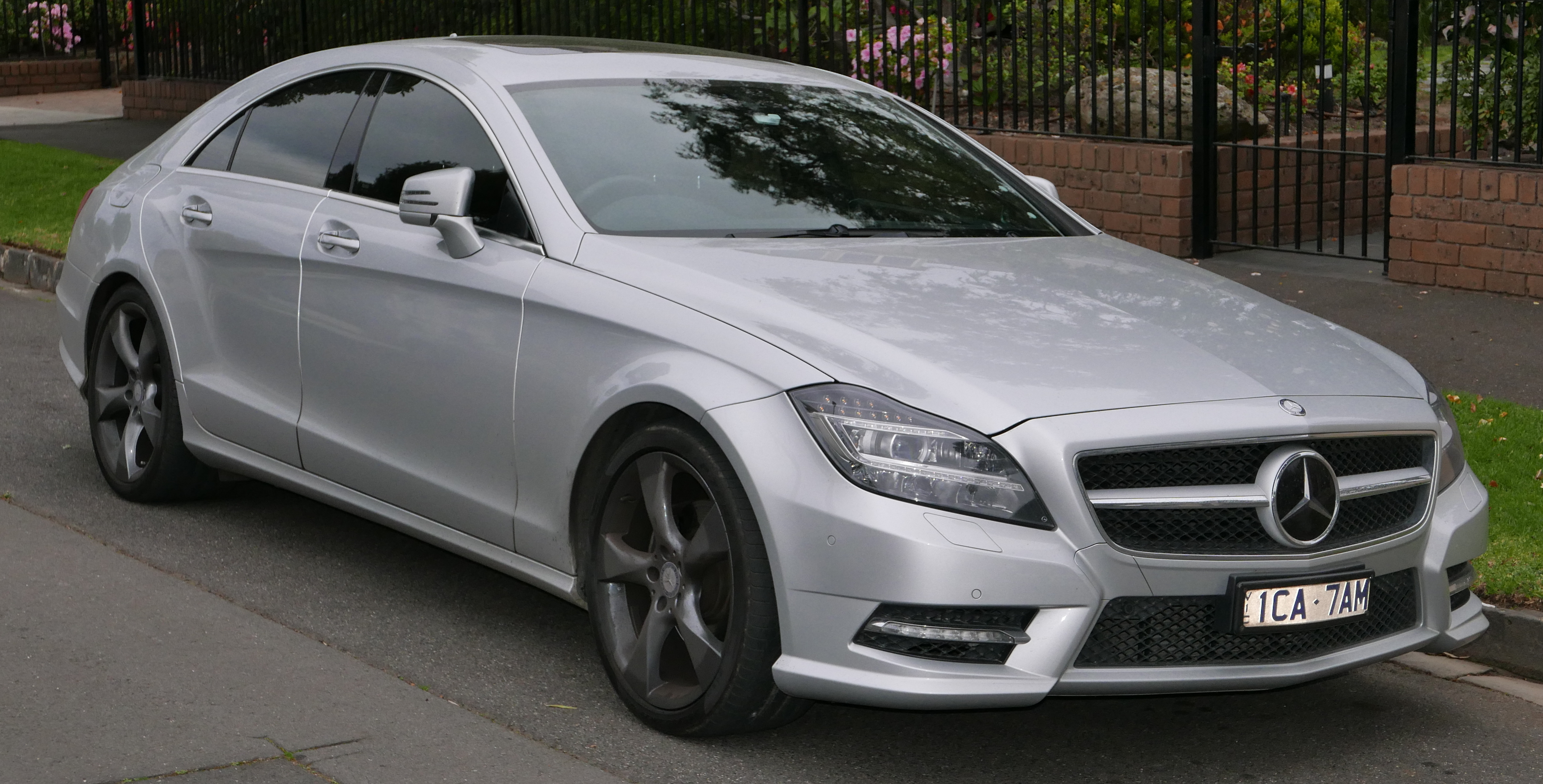
Mercedes-Benz CLS 250 CDI (C 218)
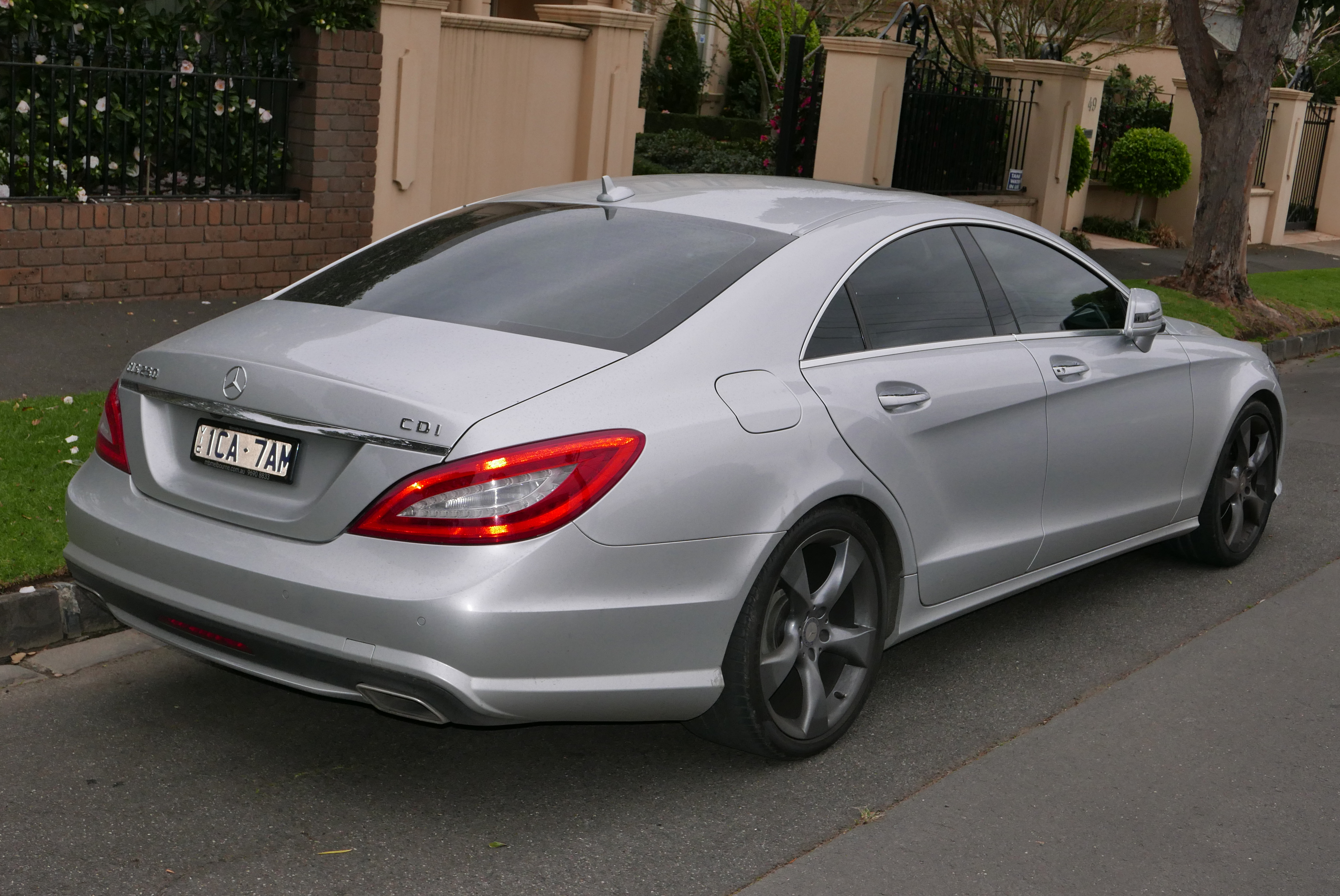
Mercedes-Benz CLS 250 CDI (C 218)
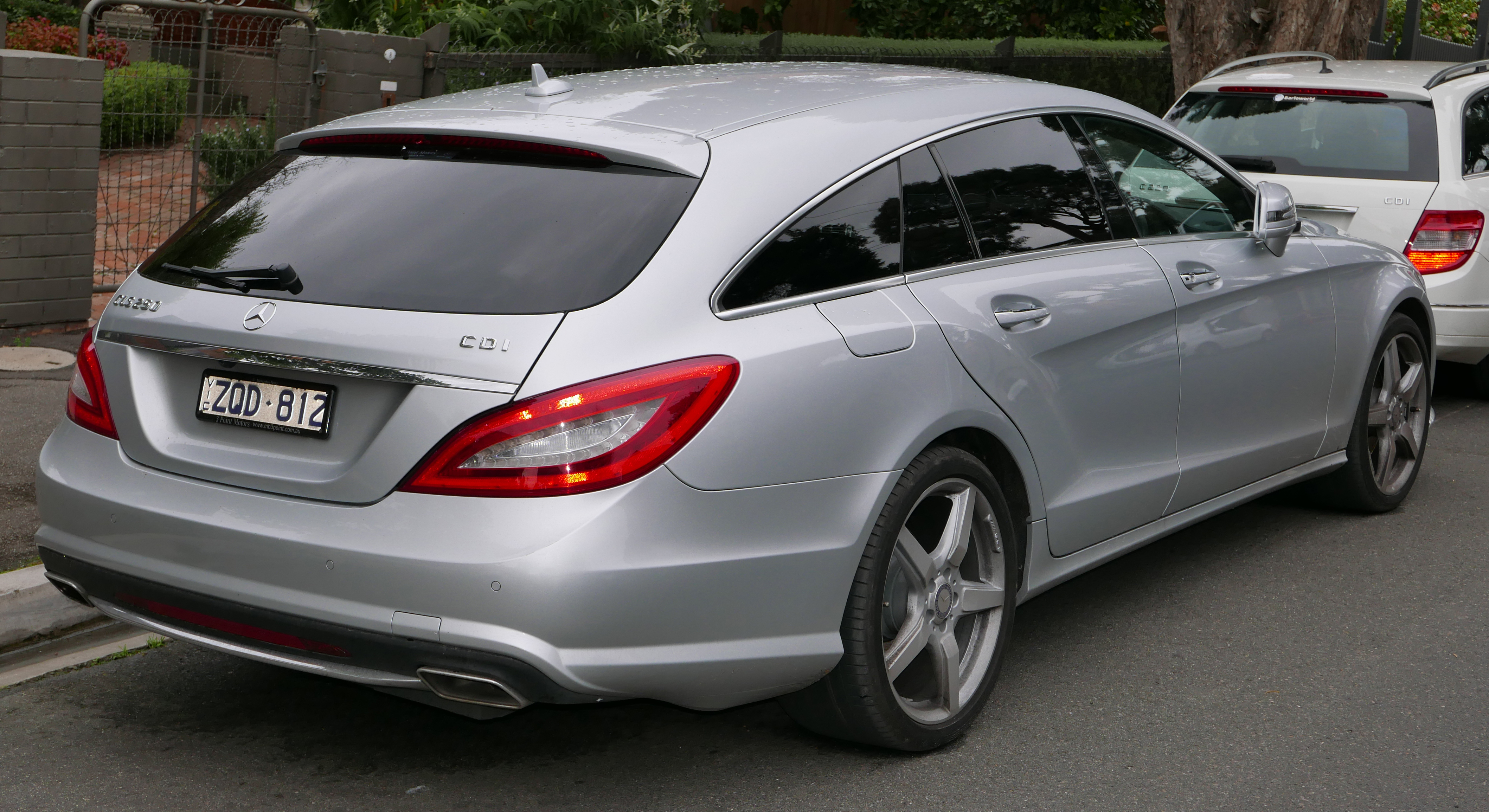
Універсал Mercedes-Benz CLS 250 CDI Shooting Break (X 218)
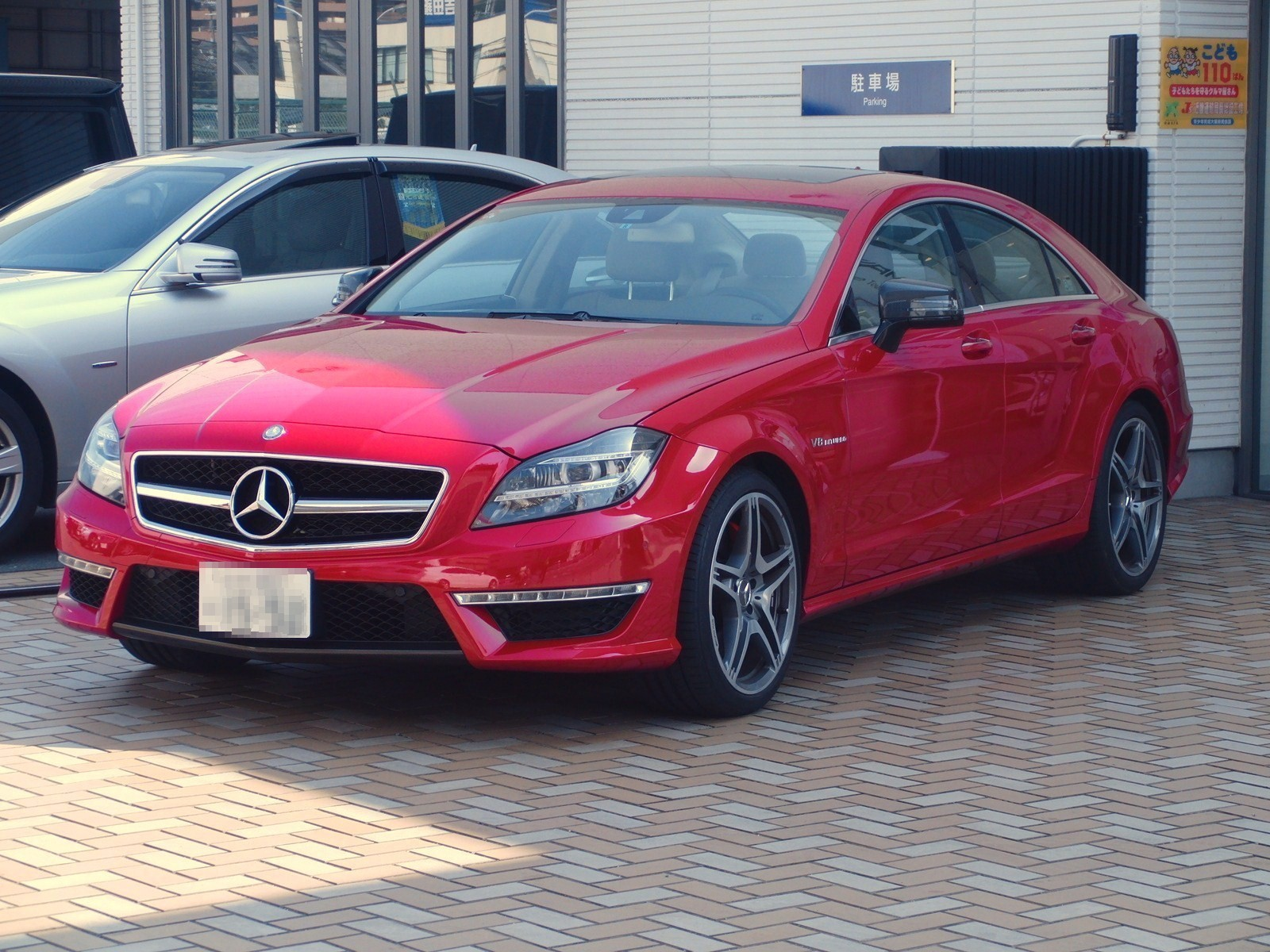
Mercedes-Benz CLS 63 AMG

## Третє покоління (2018—2024)

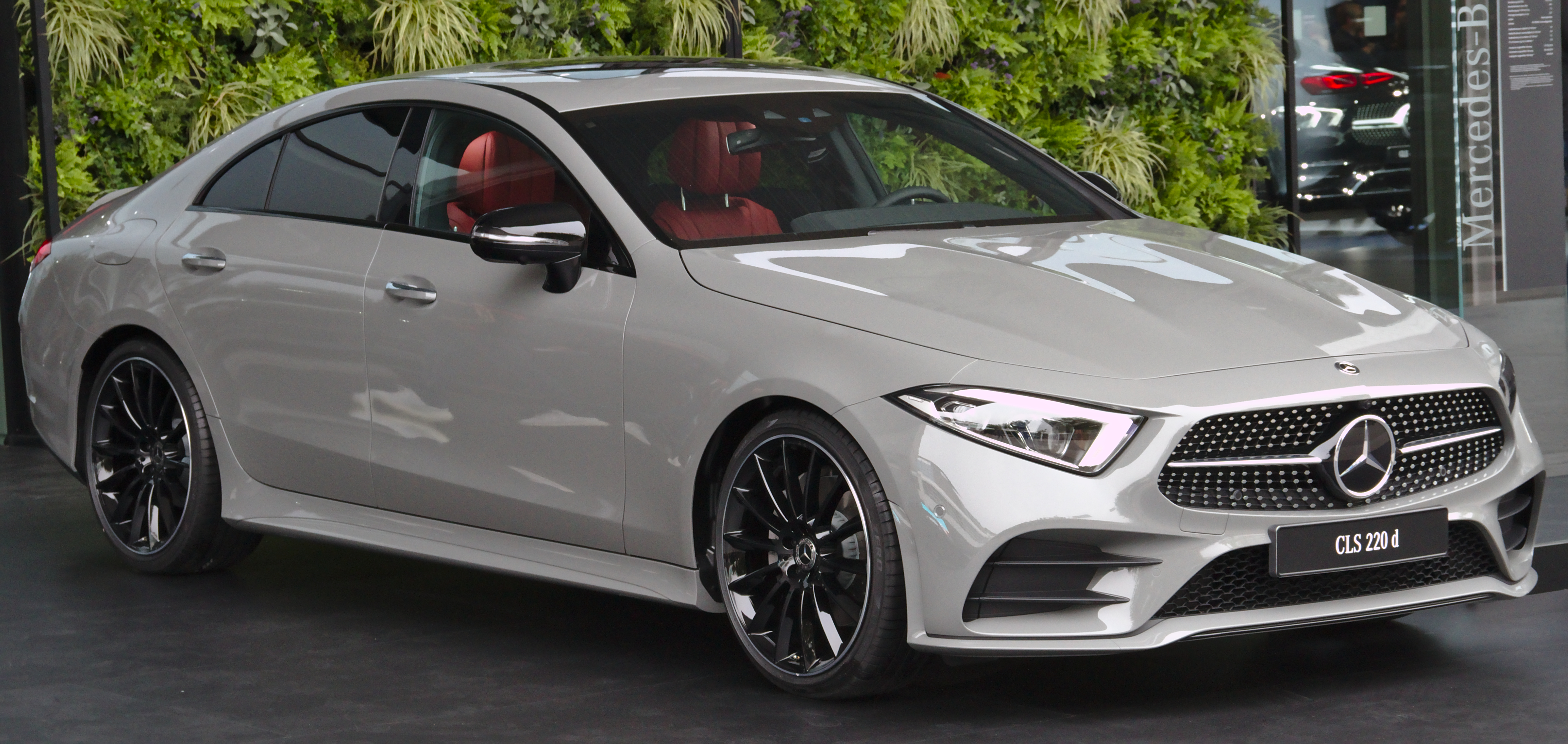
Mercedes-Benz CLS 220d

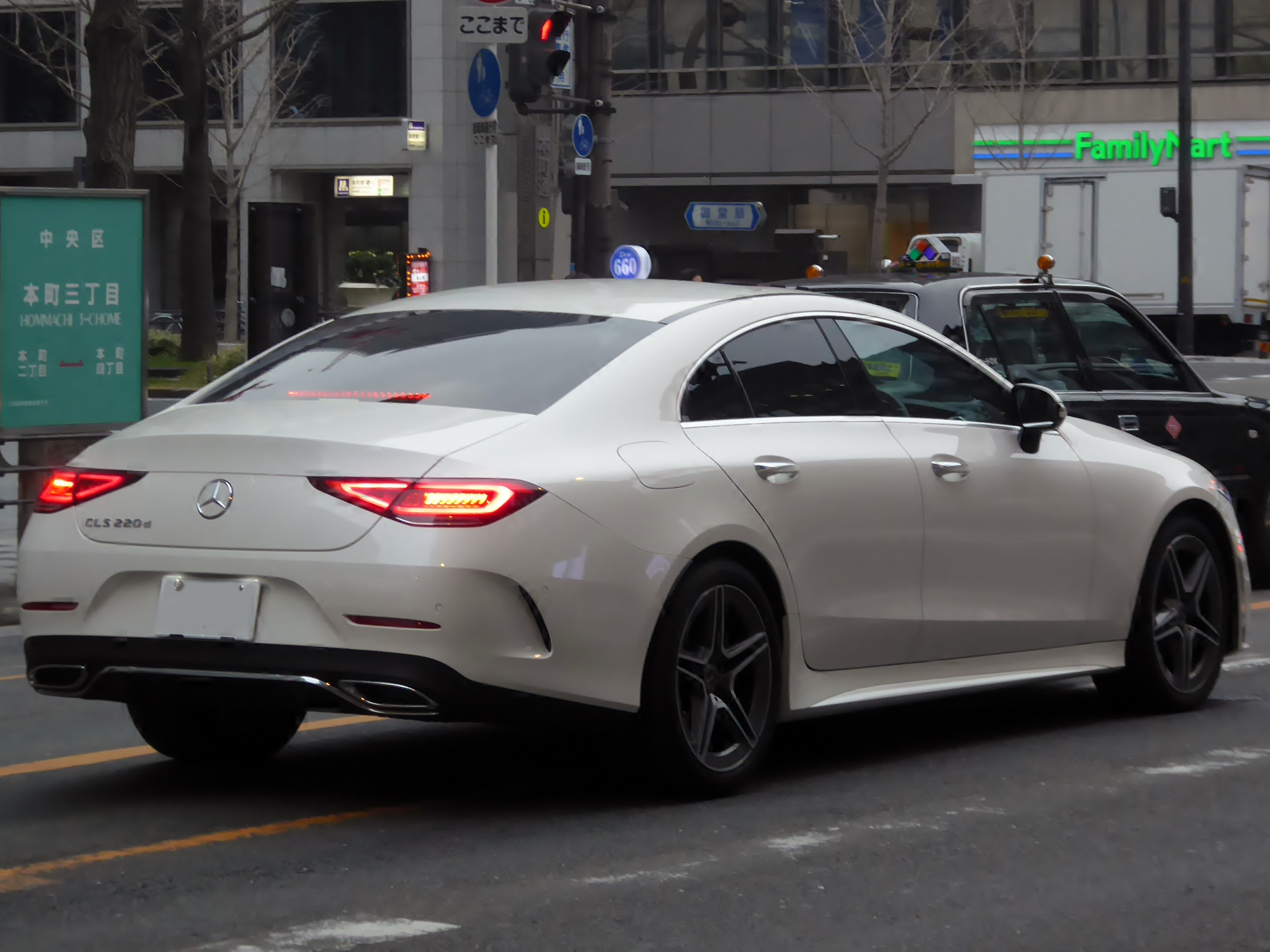
Mercedes-Benz CLS 220d

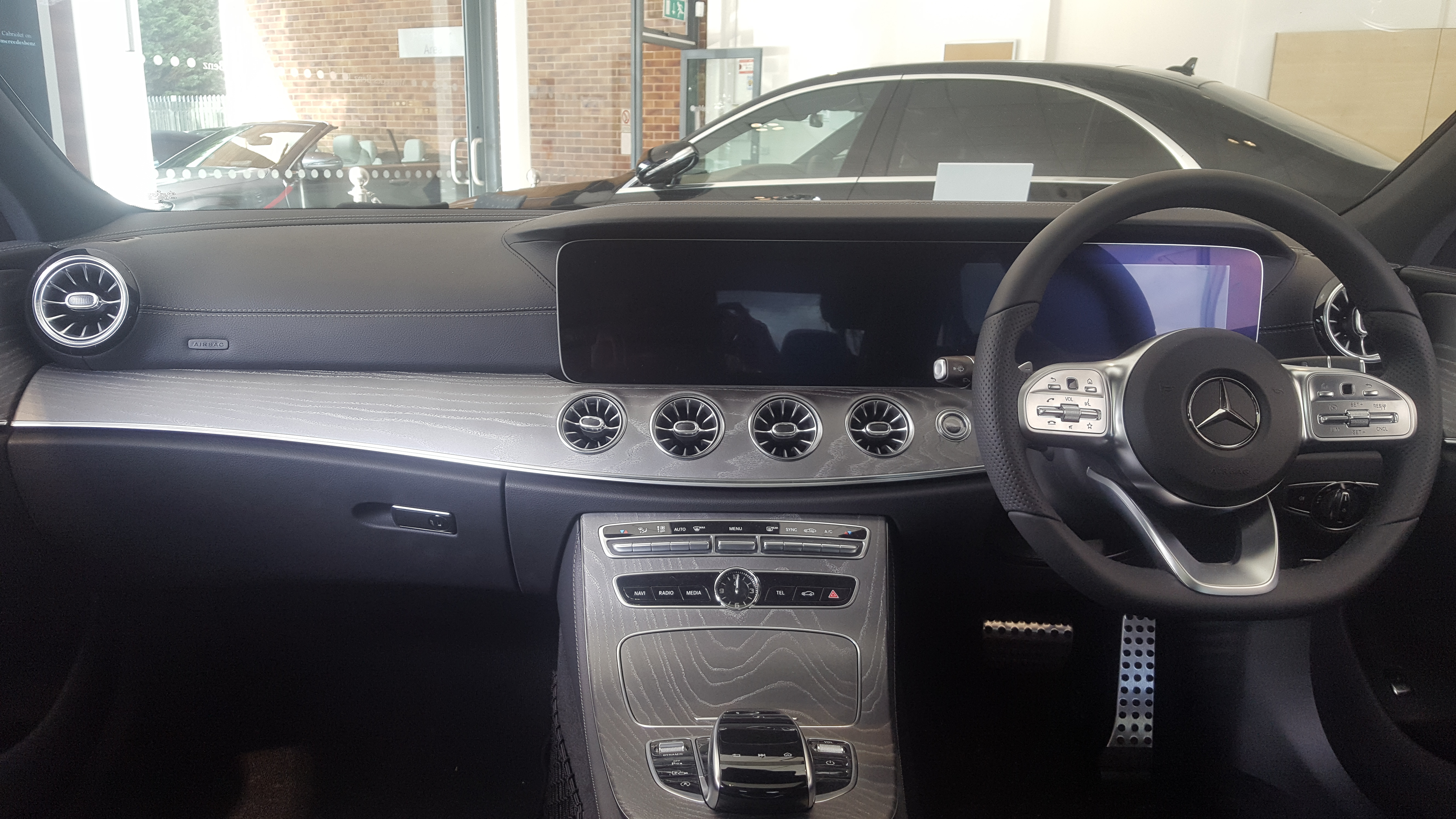

29 листопада 2017 року в рамках автосалону в Лос-Анжелесі відбулася прем'єра третього покоління (заводський індекс C257). Старт продажів в Європі запланований на березень 2018 року, в Україні — навесні або влітку того ж року.
Нова серія престижних чотиридверних купе збирається на модульній платформі MRA і поєднує в собі багато технологічних новинок і рішення, представлені на автомобілях Mercedes-Benz W213 і Mercedes-Benz W222.
На відміну від колишнього покоління, топова AMG-версія не буде використовувати двигун V8. Найпотужнішою моделлю в гамі за задумом компанії виробника є гібридна модифікація Mercedes-AMG CLS 53, яку оснастили силовою установкою з шестицилиндровим 3,0-літровим турбованим двигуном і електромотором. Сумарна потужність складе 435 кінських сил.
Топова AMG-версія розганяється до 100 км/год за 4,3 с та витрачає 9.0 л/100 км в змішаному циклі.

### Оновлення 2021 року
У квітні 2021 році для Mercedes-Benz CLS було представлено оновлення.
Зовні новинку видають передній бампер зі зміненими повітрозабірниками і сплітером, радіаторна решітка з тривимірним візерунком, задній бампер з імітацією під дифузор, колісні диски іншого дизайну
Одне з головних нововведень — під капотом, причому його не побачать в США, де продають тільки бензинові чотиридверні купе. Європейцям же запропонують модифікацію CLS 300 d 4Matic з дволітровим турбодизелем на 265 к.с. і 550 Нм, якому допомагає 48-вольтний стартер-генератор другого покоління, що короткочасно забезпечує додаткові 20 к.с. і 200 Нм.
Інформаційно-розважальна система Mercedes-Benz CLS 2023 складається з об'єднаних в один великий екран дисплеїв приладової панелі та мультимедіа та пропонує стандартні Apple CarPlay, Android Auto, управління голосом і жестами.

### Двигуни
Бензинові:
- 2.0 л M 264 DE 20 AL I4 turbo 299 к.с.
- 3.0 л M 256 E 30 LA I6 turbo 367 к.с.
- 3.0 л M 256 E 30 LA I6 turbo + електродвигун 435 + 22 к.с. 520 + 250 Нм

Дизельні:
- 2.0 л OM 654 DE 20 G SCR I4 turbo 245 к.с.
- 2.9 л OM 656 D 29 SCR I6 turbo 286 к.с.
- 2.9 л OM 656 D 29 SCR I6 turbo 340 к.с.